# Walker Américo Frônio
Walker Américo Frônio (Americana, 15 februari 1982), kortweg Walker, is een Braziliaans voormalig profvoetballer die als middenvelder speelde.
Walker won in 1999 met Brazilië het Wereldkampioenschap voetbal onder 17 - 1999 en het Zuid-Amerikaans voetbalkampioenschap onder 17. Ook nam hij dat jaar deel aan het Toulon Espoirs-toernooi wat hij in 2002 met Brazilië onder 20 zou winnen. In 1999 ging hij van Guarani FC naar AFC Ajax waar hij in juli 2000 tekende hij bij Ajax een contract, waarna hij op 17 augustus 2000 zijn officiële debuut maakte voor Jong Ajax. In 2001 en 2002 vierde Walker met Jong Ajax de landstitel in de Beloftencompetitie. Bovendien maakte de tweede selectie van Ajax grote indruk door in de Amstel Cup van 2002 door te dringen tot de halve finales.
Walker speelde tijdens het seizoen 2002-2003 voor Ajax' Belgische satellietclub Germinal Beerschot Antwerpen. In de Belgische eersteklasse kwam hij tot 21 wedstrijden en een doelpunt. Op 6 januari 2004 werd zijn contract bij Ajax ontbonden en keerde hij terug naar zijn moederland waar hij voor Atlético Mineiro tekende. Daarna kwam hij achtereenvolgens uit voor EC Juventude, Nautico, Itumbiara EC, nogmaals Juventude en momenteel Rio Claro FC.
In 2013 en 2014 kwam hij uit voor Batatais FC en hij sloot zijn loopbaan in 2015 af bij Independente. In januari 2018 werd hij assistent-trainer bij Mogi Mirim EC tijdens het Campeonato Paulista Série A3 2018. In maart werd de club wegens problemen met de accommodatie en spelers na drie reglementaire nederlagen uit de competitie genomen. Walker won in april 2018 met Lava Jato het veteranentoernooi in de gemeente Santa Bárbara d'Oeste.